# Същински баобаб
Същински, още Африкански баобаб (Adansonia digitata), е вид тропическо листопадно дърво от семейство Слезови. Разпространено е в саваните на Африка. То може да достигне огромни размери – обиколката на стъблото му е до 45 m. Живее до над 5000 години. Плодовете на баобаба служат за храна, а влакната на кората – за тъкане на груби тъкани.
Някои други видове от рода баобаб (Adansonia) могат да се срещнат на различни места по света, напр. на остров Мадагаскар (Adansonia grandidieri, Adansonia za и др.), в Австралия (Adansonia gregorii) и т.н.
Възрастният баобаб е резервоар, напълнен с вода. Порестата дървесина под неговата набръчкана кора е пропита с влага. Жаждата, която измъчва слоновете, ги кара с бивните си да атакуват огромните стволове, разбивайки ги на трески. Често пъти старите баобаби са кухи. В тях понякога дори живеят хора. Известен е случай, когато баобаб е служил за автобусна спирка и в него се побрали до 30 души.